# 伊亞羅斯島

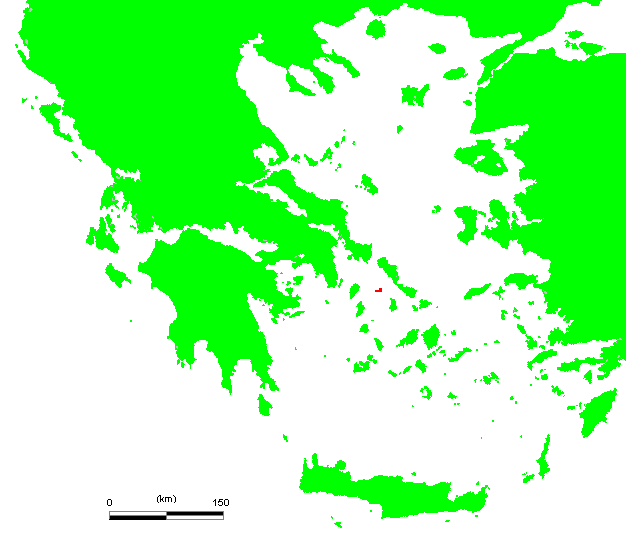
伊亞羅斯島（红色）在地图上的位置

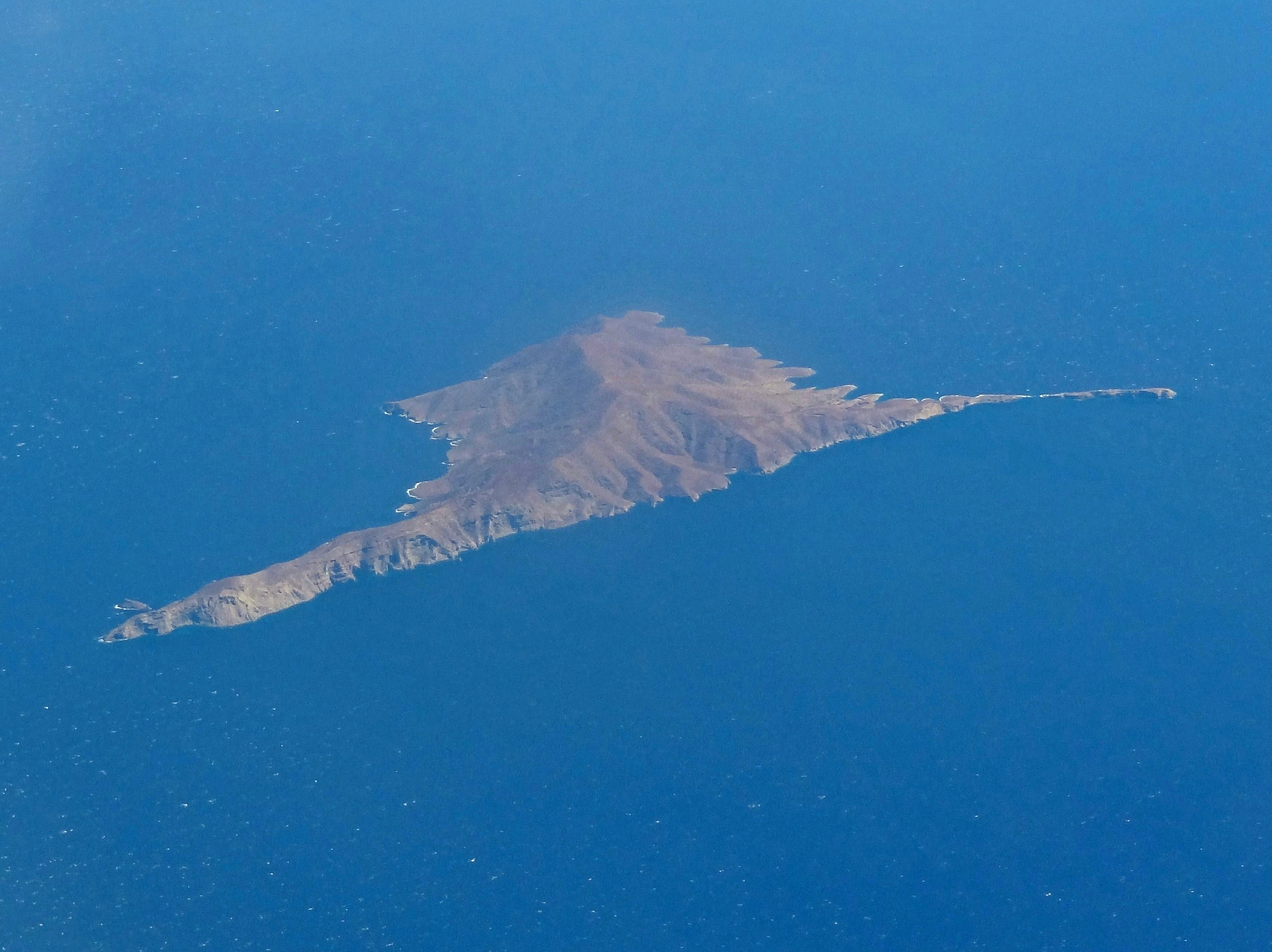
岛屿上空照

伊亞羅斯島（希臘語：Γυάρος）是希臘的島嶼，屬於基克拉澤斯群島的一部分，位於安德羅斯島和蒂諾斯島之間的愛琴海，長8.5公里、寬4.5公里，面積17.574平方公里，最高點海拔高度490米，島上無人居住。行政上该岛属于南愛琴大區锡罗斯专区内的唯一市镇锡罗斯-埃尔穆波利。